# Zamach w Kirkuku (30 czerwca 2009)
Zamach bombowy w Kirkuku miał miejsce 30 czerwca 2009 roku. W tym dniu w mieście leżącym w północnej części Iraku eksplodował samochód pułapka. W wyniku eksplozji pojazdu zginęło 40 osób, a 136 odniosło rany.

## Zamach
Do wybuchu doszło wieczorem na zatłoczonym targowisku w kurdyjskiej części Kirkuku, gdzie występują napięcia między Kurdami i Arabami. W dniu wybuchu, wojska amerykańskie opuściły irackie miasta. Premier Iraku Nouri al-Maliki ogłosił 30 czerwca świętem narodowym, jako odzyskanie suwerenności kraju.
Tuż po zamachu w którym życie straciło 40 osób, Peszmergowie zabezpieczyli 250 kilogramów trinitrotoluenu (TNT), które znajdowało się w samochodzie podróżującym z Kirkuku do Sulaymaniyah.

## Reakcje
- Irak - Prezydent Dżalal Talabani potępił atak.